# 圣阿德里亚-德贝索斯
圣阿德里亚-德贝索斯，是西班牙加泰罗尼亚巴塞罗那省的一个市镇。总面积4平方公里，总人口31939人（2001年），人口密度7985人/平方公里。

## 友好城市
- 法國 圣沙蒙